# MegSat
La MegSat è stata un'azienda italiana di telecomunicazioni. Prima e unica azienda italiana interamente a capitale privato ad aver progettato, costruito e messo in orbita due microsatelliti per telecomunicazioni, MegSat-0 e MegSat-1.

## Storia
È nata dall'idea del fondatore di creare una costellazione di microsatelliti in orbita terrestre bassa per la ricetrasmissione di dati industriali. Il gruppo di persone che progettarono e realizzarono i satelliti furono per la parte meccatronici: Franco Trainini, Roberto Togni, Egidio Fogliata, Luigi Rizzo, Consuelo Cominardi, Walter Palanti (solo MegSat-1). Per la parte calcoli LEO: Federica Sulpizi (MegSat-0), Stefano Bristot (MegSat-1). Scopo della costellazione satellitare avrebbe dovuto essere la copertura radio con la possibilità di utilizzare apparecchi ricetrasmittenti a terra. Un esempio concreto, la telelettura dei contatori di utenze di energia elettrica, gas e acqua come già avviene con sistemi terrestri via GSM o onde convogliate.